# Aegocera albifascia
Aegocera albifascia är en fjärilsart som beskrevs av Jordan 1913. Aegocera albifascia ingår i släktet Aegocera och familjen nattflyn. Inga underarter finns listade i Catalogue of Life.